# Illustreret Danmarkshistorie for Folket
Illustreret Danmarkshistorie for Folket, auf Deutsch etwa Illustrierte Geschichte Dänemarks fürs Volk ist der Titel einer in Dänemark erschienenen Comicreihe des Zeichners und Historikers Claus Deleurans (1946–1996) zur Weltgeschichte.
Die Reihe beschreibt in leicht verständlicher und heiterer Form die Geschichte, insbesondere die Geschichte Dänemarks, vom Urknall bis zum Ende der Wikingerzeit. Ursprünglich war eine Fortführung der Reihe bis in die Gegenwart geplant, was jedoch an dem frühen Tod Deleurans im Jahre 1996 scheiterte. Die Geschichten wurden anfangs als Fortsetzungsserie in der dänischen Tageszeitung Ekstra Bladet veröffentlicht. Aufgrund des großen Erfolgs erschienen die Geschichten später auch als neunteilige Reihe in Buchform. Der Inhalt von Deleurans Comicreihe orientiert sich eng an dem 1853 bis 1855 erschienenen gleichnamigen populärwissenschaftlichen Werk des dänischen Historikers Kristoffer Fabricius. Deleurans Illustrationen für Illustreret Danmarkshistorie for Folket zeichnen sich durch eine besonders originalgetreue Ausstattung aus. Fast alle dargestellten Objekte wie Gebäude, Kleidung, Schmuck, Waffen, Hausrat und sonstige Details hat er detailgetreu nach wissenschaftlichen Erkenntnissen und archäologischen Funden gezeichnet.

## Erschienene Bände
1. De ældste Tider. Vom Urknall bis zur Jungsteinzeit
2. De næstældste Tider. Von der Jungsteinzeit bis in die Bronzezeit
3. Den ældre Jernalder. Von den Kelten der Latènezeit bis zum Auszug der Kimbern im 2. Jahrhundert
4. Den yngre Jernalder. Von der römischen Kaiserzeit bis in die Völkerwanderungszeit um 400 n. Chr.
5. Den yngste Jernalder.  Die jüngere Eisenzeit von etwa 400 bis 800 n. Chr.
6. Vikingetiden 1. Die Wikingerzeit von 793 bis 854
7. Vikingetiden 2. Die Wikingerzeit von 854 bis 934
8. Vikingetiden 3. Die Wikingerzeit von 934 bis 1016
9. Vikingetidens afslutning. Das Ende der Wikingerzeit von 1016 bis 1074